# Тикили
Тикили (дари تکلی) — кишлак на северо-востоке Афганистана, в вилаяте (провинции) Бадахшан. Входит в состав района Вахан.

## Географическое положение
Тикили расположен на северо-востоке Бадахшана, в высокогорной местности, на правом берегу реки Вахджир (верхнее течение Вахандарьи), на расстоянии приблизительно 311 километров к востоку от города Файзабада, административного центра вилаята. Абсолютная высота — 4010 метров над уровнем моря. Ближайшие населённые пункты — кишлак Горитык (выше по течению Вахджира), кишлак Хашкоз (ниже по течению Вахджира).

## Население
На 2003 год население составляло 39 человек; в национальном составе преобладают киргизы.